# Kjelles smakresa i Asien
Kjelles smakresa i Asien är en serie med matlagningsprogram som  sändes i Sverige av TV3 och TV8 år 2012. Kjell Bergqvist är programledare och åker runt och provar maträtter. Den hade sex avsnitt i första säsongen och spelades in 2011 i Indonesien, Singapore, Thailand, Malaysia, Vietnam och Kambodja. 
2012 spelas ny säsong in i Sydamerika, Centralamerika och Karibien. Länder Bergqvist kommer att besöka är Mexiko, Kuba och Argentina.